# Светско првенство у атлетици у дворани 2025 — 3.000 метара за мушкарце
Такмичење у трчању на 3.000 метара у мушкој конкуренцији на 20. Светском првенству у атлетици у дворани 2025. одржано је 22. марта у  новоизграђеној дворани „Нанкингова коцка“ у Омладинском олимпијском спортском парку у Нанкингу.

## Земље учеснице
Учествовало је 14 атлетичара из 10 земаља.
| 1. Аустралија (1) 2. Еритреја (1) 3. Етиопија (3) 4. Ирска (2) 5. Кенија (1) | 1. Кина (1) 2. Мароко (1) 3. Немачка (1) 4. Норвешка (1) 5. САД (2) |

## Освајачи медаља
| Освајачи медаља    |                |              |  |  |  |  |
|                    |                |              |  |  |  |  |
|                    |                |              |  |  |  |  |
|                    |                |              |  |  |  |  |
| Јакоб Ингебригтсен | Бериху Арегави | Кај Робинсон |  |  |  |  |
| Норвешка           | Етиопија       | Аустралија   |  |  |  |  |

## Рекорди
Рекорди у трци на 3.000 метара за мушкарце пре почетка светског првенства 21. марта 2025. године:
| Рекорди пре почетка Светског првенства 2025. | Рекорди пре почетка Светског првенства 2025. | Рекорди пре почетка Светског првенства 2025. | Рекорди пре почетка Светског првенства 2025. | Рекорди пре почетка Светског првенства 2025. | Рекорди пре почетка Светског првенства 2025. |
| -------------------------------------------- | -------------------------------------------- | -------------------------------------------- | -------------------------------------------- | -------------------------------------------- | -------------------------------------------- |
| Светски рекорд                               | Грант Фишер                                  | САД                                          | 7:22,91                                      | Њујорк, САД                                  | 8. фебруар 2025.                             |
| Рекорд светских првенстава                   | Хаиле Гебрселасије                           | Етиопија                                     | 7:34,71                                      | Париз, Француска                             | 9. март 1997.                                |
| Најбољи резултат сезоне                      | Грант Фишер                                  | САД                                          | 7:22,91                                      | Њујорк, САД                                  | 8. фебруар 2025.                             |
| Афрички рекорд                               | Ламеча Гирма                                 | Етиопија                                     | 7:23,81                                      | Лијевен, Француска                           | 15. фебруар 2023.                            |
| Азијски рекорд                               | Бирхану Балев                                | Бахреин                                      | 7:31,77                                      | Лијевен, Француска                           | 17. фебруар 2022.                            |
| Северноамерички рекорд                       | Грант Фишер                                  | САД                                          | 7:22,91                                      | Њујорк, САД                                  | 8. фебруар 2025.                             |
| Јужноамерички рекорд                         | Валентин Сока                                | Уругвај                                      | 7:34.10                                      | Бостон, САД                                  | 2. март 2025.                                |
| Европски рекорд                              | Мохамед Катир                                | Шпанија                                      | 7:24,68                                      | Лијевен, Француска                           | 15. фебруар 2023.                            |
| Океанијски рекорд                            | Кај Робинсон                                 | Аустралија                                   | 7:30,38                                      | Њујорк, САД                                  | 8. фебруар 2025.                             |

### Најбољи резултати у 2025. години
Десет најбољих атлетичара године на 3.000 метара у дворани пре почетка првенства (21. марта 2025), имали су следећи пласман.
| 1.  | Грант Фишер   | САД                  | 7:22,91 | 8. фебруар  |
| 2.  | Cole Hocker   | САД                  | 7:23,14 | 8. фебруар  |
| 3.  | Џорџ Милс     | Уједињено Краљевство | 7:27,92 | 2. фебруар  |
| 4.  | Нилс Ларос    | Холандија            | 7:29,49 | 13. фебруар |
| 5.  | Грахам Бланкс | САД                  | 7:29,72 | 2. март     |
| 6.  | Биниам Мехари | Етиопија             | 7:29,99 | 13. фебруар |
| 7.  | Џими Гресије  | Француска            | 7:30,18 | 8. фебруар  |
| 8.  | Кај Робинсон  | Аустралија           | 7:30,38 | 8. фебруар  |
| 9.  | Дилан Џејкобс | САД                  | 7:30,45 | 8. фебруар  |
| 10. | Купер Тир     | САД                  | 7:30,62 | 8. фебруар  |

Такмичари чија су имена подебљана учествовали су на СП 2025.

## Квалификационе норме
| дворана | отворено        |
| 7:31,00 | (12:45,00 5000) |

## Сатница
| Датум          | Време | Коло   |
| -------------- | ----- | ------ |
| 22. март 2025. | 19:33 | Финале |

## Резултати

### Финале
Такмичење је одржано 22. марта 2025. године у 19:33.,,
| Поз. | Атлетичар          | Земља      | ЛР      | ЛРС     | Резултат      | Белешка |
| ---- | ------------------ | ---------- | ------- | ------- | ------------- | ------- |
|      | Јакоб Ингебригтсен | Норвешка   | 7:40,32 | 7:48,37 | 7:46,09       | ЛРС     |
|      | Бериху Арегави     | Етиопија   | 7:26,20 |         | 7:46,25       | ЛРС     |
|      | Кај Робинсон       | Аустралија | 7:30,38 | 7:30,38 | 7:47,09       |         |
| 4.   | Сам Гилман         | САД        | 7:34,69 | 7:34,69 | 7:47,19       |         |
| 5.   | Дилан Џејкобс      | САД        | 7:30,45 | 7:30,45 | 7:48,41       |         |
| 6.   | Ендру Коскоран     | Ирска      | 7:30,75 | 7:30,75 | 7:48,53       |         |
| 7.   | Анас Есаји         | Мароко     | 7:32,45 | 7:32,45 | 7:49,00(.994) |         |
| 8.   | Корнелијус Кембои  | Кенија     |         |         | 7:49,00(.999) | ЛР      |
| 9.   | Бињам Мехари       | Етиопија   | 7:29,99 | 7:29,99 | 7:49,18       |         |
| 10.  | Dawit Seare        | Еритреја   | 7:46,03 | 7:46,03 | 7:49,90       |         |
| 11.  | Гетне Вел          | Етиопија   | 7:24,98 | 7:31,39 | 7:50,07       |         |
| 12.  | Сем Парсонс        | Немачка    | 7:38,06 | 7:38,06 | 7:54,15       |         |
| 13.  | Џејмс Гормли       | Ирска      | 7:40,72 | 7:40,72 | 7:56,43       |         |
| 14.  | Нингкај Суен       | Кина       | 8:08,64 | 8:08,64 | 8:02,72       | ЛР      |

Подебљани лични рекорди су и национални рекорди земље коју такмичар представља

#### Пролазна времена
| Дистанца | Време   | Атлетичар          | Држава   |
| -------- | ------- | ------------------ | -------- |
| 500 м    | 1:22,58 | Сем Парсонс        | Немачка  |
| 1.000 м  | 2:46,22 | Гетне Вел          | Етиопија |
| 1.500 м  | 4:05,98 | Ендру Коскоран     | Ирска    |
| 1.500 м  | 4:05,98 | Бињам Мехари       | Етиопија |
| 2.000 м  | 5:22,84 | Корнелијус Кембои  | Кенија   |
| 2.500 м  | 6:37,16 | Јакоб Ингебригтсен | Норвешка |